# Muhlenbergia curtisetosa
Muhlenbergia curtisetosa là một loài thực vật có hoa trong họ Hòa thảo. Loài này được (Scribn.) Bush mô tả khoa học đầu tiên năm 1919.